# Amiga 1200
Amiga 1200 är en dator som tillverkades av det amerikanska företaget Commodore. Denna dator släpptes år 1992 och levererades fram till och med 1996. Den är försedd med en 68EC020-processor på 14 MHz från Motorola och 2 MiB RAM-minne (expanderbart till 10 MiB).